# Siak Sri Indrapura
Siak Sri Indrapura ist eine indonesische Stadt, Sitz des Regierungsbezirks (Kabupaten) Siak in der Provinz Riau im Nordosten der Insel Sumatra. 
Sie bildet einen eigenen Distrikt (Kecamatan).
Die Stadt mit 21.891 Einwohnern (Stand 2010) liegt am linken Ufer des Flusses Siak, auf der anderen Flussseite liegt Kecamatan Mempura. 
30 km im Nordosten liegt die Küste und davor die Insel Pulau Padang.
Die Stadt liegt ungefähr 50 km östlich von der Provinzhauptstadt Pekanbaru und mehr als 100 km südöstlich von Dumai.
Siak Sri Indrapura war Hauptstadt des früheren Sultanats Siak Sri Inderapura. 
Siak Sri Indrapura befindet sich in der tropischen Klimazone, in der Klassifikation Af nach Köppen und Geiger. 